# Thom Mathews
Thomas Bryan „Thom” Mathews (ur. 28 listopada 1958 w Los Angeles w stanie Kalifornia) – amerykański aktor.

## Życiorys
Pochodzi z Los Angeles w Kalifornii, uczył się w liceum w Saint Louis w stanie Missouri. W 1983 roku, po ukończeniu szkoły średniej, wrócił do LA, gdzie wraz z bliskim przyjacielem, George’em Clooneyem, zajął się aktorstwem. W tym okresie okazjonalnie pracował jako model, a także pojawił się w kilku spotach reklamowych (między innymi dla linii odzieżowej Le Tigre Clothing, napojów Sprite czy chipsów Tostitos). Dziś najbardziej kojarzony jest z rolami w horrorach komediowych: Powrót żywych trupów (The Return of the Living Dead, 1985) oraz Piątek, trzynastego VI: Jason żyje (Friday the 13th Part VI: Jason Lives, 1986). Rola Freddy’ego, pracownika magazynu z wyrobami medycznymi, w pierwszym z tych projektów była inauguracyjną z głównych ról Mathewsa. Aktor wystąpił w jedenastu obrazach wyreżyserowanych przez Alberta Pyuna, w tym w sensacyjnym filmie klasy „B” Kickboxer 4 (Kickboxer 4: The Aggressor, 1994).

## Życie prywatne
7 lipca 2007 roku ożenił się z Kariną Poznar, z którą wspólnie wychowywał trójkę dzieci. Po rozwodzie z Poznar, zawarł związek małżeński z aktorką i prezenterką telewizyjną Karlą Jensen. Ceremonia zaślubin odbyła się 10 maja 2014 w Los Cabos w Meksyku. Mathews jest współwłaścicielem firmy remontowej Hammer and Trowel. Mieszka w rodzinnym Los Angeles.

## Filmografia
- 1983: Dynastia (Dynasty) jako sekretarz (serial TV)
- 1985: Powrót żywych trupów (The Return of the Living Dead) jako Freddy
- 1986: Piątek, trzynastego VI: Jason żyje (Friday the 13th Part VI: Jason Lives) jako Tommy Jarvis
- 1988: Powrót żywych trupów II (Return of the Living Dead Part II) jako Joey
- 1994: Kickboxer 4 (Kickboxer 4: The Aggressor) jako Bill
- 1992: Nemezis (Nemesis) jako Marion
- 1995: Ostry dyżur (ER) jako Michael Mazovick (serial TV)
- 1997: Peacemaker (The Peacemaker) jako major Rich Numbers
- 2017: Never Hike Alone jako Tommy Jarvis
- 2020: Never Hike in the Snow jako Tommy Jarvis